# 1096 (szám)
Az 1096 (római számmal: MXCVI) az 1095 és 1097 között található természetes szám.

## A szám a matematikában
A tízes számrendszerbeli 1096-os a kettes számrendszerben 10001001000, a nyolcas számrendszerben 2110, a tizenhatos számrendszerben 448 alakban írható fel.
Az 1096 páros szám, összetett szám. Kanonikus alakja 23 · 1371, normálalakban az 1,096 · 103 szorzattal írható fel. Nyolc osztója van a természetes számok halmazán, ezek növekvő sorrendben: 1, 2, 4, 8, 137, 274, 548 és 1096.
Tizenegyszögszám és 184-szögszám.
Az 1096 két szám valódiosztó-összegeként áll elő, ezek az 1136 és a 2186.

## Csillagászat
- 1096 Reunerta kisbolygó